# Garcinia macgregorii
Garcinia macgregorii là một loài thực vật có hoa trong họ Bứa. Loài này được Merr. mô tả khoa học đầu tiên năm 1916.